# Museo del muelle Branly - Jacques Chirac
El Museo del muelle Branly - Jacques Chirac (en francés, Musée du quai Branly - Jacques Chirac) es un museo etnológico francés situado en el número 37 del muelle Branly, en el VII Distrito de París.

## Historia
Fue inaugurado por el presidente Jacques Chirac el 20 de junio de 2006, con la presencia de Kofi Annan, Rigoberta Menchú, Paul Okalik, Dominique de Villepin, Lionel Jospin y Jean-Pierre Raffarin.
Su apertura al público fue el 23 de junio de 2006.
En un primer momento, antes de su inauguración, se le llamó sucesivamente Musée des arts premiers («Museo de las Artes Primeras») o también Musée des arts et civilisations d'Afrique, d'Asie, d'Océanie et des Amériques («Museo de las Artes y Civilizaciones de África, de Asia, de Oceanía y de las Américas»). Fue inaugurado en 2006 con el nombre oficial de Musée du quai Branly («Museo del muelle Branly»), tomando así simplemente el nombre de la vía pública en la que se encuentra. En junio de 2016, con ocasión de sus diez primeros años de existencia, el museo fue rebautizado como Musée du quai Branly - Jacques Chirac («Museo del muelle Branly - Jacques Chirac»), en honor al presidente francés que lo había ideado, Jacques Chirac. Aunque este mismo no asistió a la ceremonia inaugural de atribución del nuevo nombre, sí que asistieron su esposa, Bernadette Chirac, así como el presidente de Francia de ese momento, François Hollande.

## Colección
La colección es el resultado de la fusión de la colección de etnología del Museo del Hombre y de las colecciones del Museo nacional de Artes de África y de Oceanía (ubicado en Porte Dorée). 
La colección del museo consiste en arte de las culturas de África, Oceanía, Asia y América.
Contiene 300.000 objetos y tendrá 10 exposiciones cada año.
En él se mezclan aspectos artísticos, históricos y antropológicos; el único criterio unificador es que se trata de culturas no occidentales. 
Pretende ofrecer una visión multilateralista del mundo, si bien ha recibido críticas de quien ha visto en él cierto mensaje eurocentrista subliminal.
Desde su creación, el museo se ha dado a la tarea de publicar catálogos razonados de sus colecciones. Entre ellos destaca:
Leonardo López Luján et Marie-France Fauvet-Berthelot, Aztèques. La collection de sculptures du musée du Quai Branly, Musée du Quai Branly, París, 2005, (ISBN 9782915133097), 192 p.

## Ubicación

Musée du Quai Branly

Se encuentra en París, en un edificio muy cercano a la Torre Eiffel y al Museo Guimet de artes asiáticas, en el terreno que anteriormente había ocupado el Ministerio de Comercio Exterior francés. El edificio es obra del arquitecto francés Jean Nouvel, autor del Instituto del Mundo Árabe de París, de la ampliación de Museo Nacional Centro de Arte Reina Sofía de Madrid y de la Torre Agbar de Barcelona, entre otras obras.
La dirección del museo es: 37, quai Branly - portail Debilly, 75007, París, Francia.

## Visitantes
Desde su reciente inauguración, el museo ha tenido la siguiente afluencia de visitantes:
- 20 de junio de 2006: inauguración del museo.
- 23 de junio de 2006: 8.757 personas visitaron el museo en el día de su apertura al público.
- 20 de septiembre de 2006: 350.000 personas han visitado el museo.
- 19 de diciembre de 2006: entre el 23 de junio y el 10 de diciembre de 2006, más de 800.000 personas han visitado el museo; en menos de un año el museo podría llegar al millón de visitantes.